# Premio Jean Gabin
El premio Jean Gabin fue un galardón de la industria del cine francés para reconocer el talento de un actor novel o revelación. Estuvo vigente ente 1981 y 2006.
El premio fue creado a iniciativa del actor Louis de Funès (1914–1983) en 1981, como tributo tardío al actor Jean Gabin (1904–1976). Fue rebautizado como premio Patrick Dewaere en 2008, tras una disputa entre los organizadores y la hija de Jean Gabin.
El premio Romy Schneider es un galardón paralelo que destaca cada año desde 1984 la actriz revelación.

## Ganadores
| Año  | Ganador(es)         |
| ---- | ------------------- |
| 1981 | Thierry Lhermitte   |
| 1982 | Gérard Lanvin       |
| 1983 | Gérard Darmon       |
| 1984 | François Cluzet     |
| 1985 | Christophe Malavoy  |
| 1986 | Tchéky Karyo        |
| 1987 | Jean-Hugues Anglade |
| 1988 | Thierry Frémont     |
| 1989 | Vincent Lindon      |
| 1990 | Lambert Wilson      |
| 1991 | Fabrice Luchini     |
| 1992 | Vincent Pérez       |
| 1993 | Olivier Martinez    |
| 1994 | Manuel Blanc        |
| 1995 | Mathieu Kassovitz   |
| 1996 | Guillaume Depardieu |
| 1997 | Yvan Attal          |
| 1998 | Vincent Elbaz       |
| 1999 | Samuel Le Bihan     |
| 2000 | Guillaume Canet     |
| 2001 | José Garcia         |
| 2002 | Benoît Poelvoorde   |
| 2003 | Johnny Hallyday     |
| 2004 | Lorànt Deutsch      |
| 2005 | Clovis Cornillac    |
| 2006 | Jérémie Renier      |